# Саватеева, Августа Геннадьевна
Августа Геннадьевна Савате́ева (25 марта 1935 — 10 апреля 2017) — передовик советского машиностроения, старший мастер производственного объединения «Южный машиностроительный завод» Министерства общего машиностроения СССР, город Днепропетровск, Герой Социалистического Труда (1982).

## Биография
Родилась в 1935 году в селе Синцово, ныне Галичского района Костромской области в русской семье. Завершила обучение в школе и переехала на постоянное место жительство в город Днепропетровск (ныне - Днепр). 
С 1952 года работала на Южном машиностроительном заводе. Начинала с ученицы электромонтажника, затем самостоятельно работала электромонтажником. Позже была назначена мастером, старшим мастером.
Высокий профессионал своего дела, она обеспечивала бесперебойную работу вверенных ей участков производства. Постоянно находилась в числе передовиков, неоднократно представлялась к государственным наградам. 
Указом Президиума Верховного Совета СССР от 11 июня 1982 года (закрытым) Августе Геннадьевне Саватеевой было присвоено звание Герой Социалистического Труда с вручением ордена Ленина и медали «Серп и Молот».
Продолжала и дальше трудиться на машиностроительном заводе. На заслуженный отдых вышла 1 апреля 2008 года.
Представляла отрасль и свой район в качестве депутата Днепропетровского областного Совета. Избиралась членом Всесоюзного центрального совета профсоюзов СССР, была членом областного исполкома.  
Проживала в городе Днепре. Умерла 10 апреля 2017 года. 

## Награды
За трудовые успехи была удостоена:
- золотая звезда «Серп и Молот» (11.06.1982);
- два ордена Ленина (12.08.1976, 11.06.1982);
- Орден Трудового Красного Знамени (26.04.1971);
- Юбилейная медаль «20 лет независимости Украины» (19 августа 2011 года) — за значительный личный вклад в социально-экономическое, научно-техническое и культурно-образовательное развитие Украинского государства, весомые трудовые достижения и многолетний добросовестный труд[2];
- другие медали.